# Vernon (Connecticut)
Vernon è un comune di 29.491 abitanti degli Stati Uniti d'America, situato nella Contea di Tolland nello Stato del Connecticut.